# Peugeot
Peugeot (udtales: [pøsjo]) er et fransk bilmærke og en del af Europas næststørste bilfabrikant Stellantis.
Peugeot har en vellykket historie i motorsport. Peugeot har vundet Intercontinental Rally Challenge Championship (3 gange), World Rally Championship (5 VM for Konstruktører og 5 VM for Kørere med), World Endurance Championship to gange (1992, 1993) og Intercontinental Le Mans Cup to gange (2010, 2011), overgår Toyota og Audi.

## Historie
| - Tidlige modeller - Peugeot 6HP Vis-à-vis 1898. - Peugeot 601, 1934 |

Familieforretningen forud for den nuværende Peugeotvirksomhed blev etableret i 1810 og den fremstillede kaffekværne og cykler. Den 20. november 1858 ansøgte Emile Peugeot om løve-varemærket. Armand Peugeot byggede koncernens første bil, en upålidelig damptrehjuler, i samarbejde med Leon Serpollet i 1889; den blev i 1890 efterfulgt af en bil med forbrændingsmotor, en Panhard-Daimler-motor. Grundet familiestridigheder grundlagde Armand Peugeot i 1896 Société des Automobiles Peugeot. Peugeotvirksomheden og familien er oprindeligt fra Sochaux. Peugeot driver fortsat en stor fabrik og Musée de l'Aventure Peugeot der. Peugeot er også sponsor for FC Sochaux, som er grundlagt i 1928 af et familiemedlem fra Peugeotfamilien.
I 1913 producerede Peugeot halvdelen af alle biler i Frankrig. I 1952 rullede bil nummer 1 million af samlebåndet.
I 1976 fusionerede Peugeot og Citroën. Peugeot overtog 90% af aktiekapitalen i Citroën. Det nye selskab fik navnet PSA Peugeot Citroën.

| - Modeller 1932-1965 - Førkrigsmodel Peugeot 301 (1932-36) - Peugeot 201, 1924 - Peugeot 403, 1955 - Peugeot 404, 1965 |

## Udmærkelser

### Årets Bil i Danmark
- 1987 – Peugeot 309
- 1988 – Peugeot 405
- 2002 – Peugeot 307
- 2017 - Peugeot 3008

### Årets Bil i Europa
- 1969 – Peugeot 504
- 1988 – Peugeot 405
- 2002 – Peugeot 307
- 2014 – Peugeot 308
- 2017 - Peugeot 3008
- 2020 - Ny Peugeot 208

Mange andre Peugeot-modeller fik enten anden eller tredje rang i konkurrencen:
- 1980 – Peugeot 505
- 1984 – Peugeot 205
- 1996 – Peugeot 406
- 1999 – Peugeot 206

### Årets Bil i Spanien
- 1981 – Talbot Horizon
- 1985 – Peugeot 205
- 1999 – Peugeot 206
- 2002 – Peugeot 307
- 2005 – Peugeot 407
- 2006 – Peugeot 1007
- 2007 – Peugeot 207
- 2012 – Peugeot 508
- 2013 – Peugeot 208

Mange andre Peugeot-modeller fik enten anden eller tredje rang i konkurrencen: Peugeot 504 i 1979, Peugeot 505 i 1981, Peugeot 309 i 1988, Peugeot 406 i 1996.

### Årets Bil i Italien 'Auto Europa'
- 2007 – Peugeot 207[3]
- 2010 – Peugeot 3008[3]
- 2013 – Peugeot 208[3]
- 2014 – Peugeot 2008[3]
- 2015 – Peugeot 308[4]

### Årets Bil i Irland
- 1997 – Peugeot 406
- 2010 – Peugeot 3008

## Modeller

### I nummersystem
- 104, 106, 107, 108
- 201, 202, 203, 204, 205, 206, 207, 208
- 301, 302, 304, 305, 309, 306, 307, 308 I, 308 II
- 401, 402, 403, 404, 405, 406, 407, 408
- 504, 505, 508
- 601, 604, 605, 607, 608
- 806, 807
- 905, 907
- 1007
- 2008
- 3008
- 4002, 4007, 4008
- 5008

### Andre
- Bipper
- Boxer
- Expert
- J5
- J9
- P4
- Partner
- Quark
- RCZ

Peugeot har også produceret Mercedes-Benz Geländewagen under navnet Peugeot P4 på licens for det franske forsvar.

## Konceptbiler
| - Konceptbiler - Peugeot 908 RC, 2006 - Peugeot RC Hybrid4, 2008 - Peugeot SR1, 2010 - Peugeot HX1, 2011 - Peugeot Onyx, 2012 |

- Quasar (1984)
- Proxima (1986)
- Oxia (1988)
- Ion (1994)
- Touareg (1996)
- Asphalte (1996)
- 806 Runabout (1997)
- 207 (1998)
- Escapade (1998)
- Les City Toyz (2000)
- 607 Féline (2000)
- Sésame (2002)
- 607 Pescarolo (2002)
- 307 CC (2002)
- H2O (2002)
- Peugeot RC (2002)
- Peugeot Hoggar (2003)
- Peugeot 407 Elixir (2003)
- Peugeot 4002 (2003)
- 407 Silhouette (2004)
- Peugeot Quark (2004)
- Peugeot 907 (2004)
- Peugeot Coupé 407 Prologue (2005)
- Peugeot 20Cup (2005)
- Peugeot 908 RC (2006)
- Spider 207 (2006)
- Peugeot RC HYbrid4 HYmotion4 (2008)
- Peugeot RD (2008)
- Peugeot BB1 (2009)
- Peugeot EX1 (2010)
- Peugeot HR1 (2010)
- Peugeot SR1 (2010)
- Peugeot 5 by Peugeot (2010)
- Peugeot HX1 (2011)
- Peugeot SXC (2011)
- Peugeot Onyx (2012)
- Peugeot Exalt (2014)
- Peugeot Quartz (2014)

## Logo og emblem
| - 1900 - 1928 - 1980 |